# Rose Francine Rogombé
Rose Francine Rogombé (Lambaréné, 20 settembre 1942 – Parigi, 10 aprile 2015) è stata una politica gabonese, Presidente ad interim del Gabon dal 10 giugno al 16 ottobre 2009.

## Carriera
Dopo aver condotto i suoi studi in Francia rientrò in Gabon dove praticò la professione di magistrato. Durante gli anni 80 svolse diversi incarichi politici tra cui quello di Segretario di Stato per l'emancipazione delle donne e il progresso dei diritti civili. Abbandonò la politica all'inizio degli anni 90 quando nel paese si verificò la transizione dal monopartitismo al multipartitismo e tornò a dedicarsi alla giurisprudenza.
Nel 2008 tornò alla vita politica e fu eletta consigliere municipale a Lambaréné, nel 2009 divenne senatrice. Il 16 febbraio 2009 venne designata come Presidente del Senato.
A seguito della morte del presidente Omar Bongo (8 giugno 2009), ha assunto la carica di Presidente ad interim della Repubblica, come stabilito dalla costituzione, con il compito di guidare il paese sino alle elezioni presidenziali, avvenute il 30 agosto 2009, nelle quali è stato eletto Ali Bongo Ondimba.